# Klein Rome
Klein Rome is een straat en tevens wijk in Bemmel in de Nederlandse gemeente Lingewaard. De naam zou te maken hebben met de achternamen van de families die er ooit woonden: Paus, Prior en Pater.
Eind jaren 90 van de 20e eeuw is in Klein Rome een nieuwbouwwijk gerealiseerd. Toen in 1995 tot de ontwikkeling van deze wijk werd besloten door de toenmalige gemeente Bemmel, was er eerst archeologisch onderzoek noodzakelijk. In de jaren 1995 tot 1997 heeft dit onderzoek plaatsgevonden, waarbij resten van Romeinse en Merovingische graven zijn aangetroffen en nederzettingssporen uit de Late IJzertijd tot de late middeleeuwen.